# Xã Knox, Quận Jefferson, Ohio
Xã Knox (tiếng Anh: Knox Township) là một xã thuộc quận Jefferson, tiểu bang Ohio, Hoa Kỳ. Năm 2010, dân số của xã này là 4.670 người.